# 진두연
진두연은 대한민국 KBS 충주방송국의 아나운서이다.

## 경력
- 1982년 ~ : KBS 충주방송국 9기 공채 아나운서

## 현재 진행 프로그램
- KBS 충주 FM Kiss the music 제작.진행
- KBS 충주 1R 생방송 충청은 지금 제작

## 과거 진행 프로그램
- KBS 충주 1TV 생방송 지금 충북은
- KBS 충주 1R 계명산의 아침
- KBS 충주 1R 라디오 1089
- KBS 충주 1R 한낮의 휴게실
- KBS 충주 FM 진두연의 All that music
- KBS 충주 FM 진두연의 FM 데이트